# ساحة المشاكل (شبام)
'

تعديل مصدري - تعديل

ساحة المشاكل هي إحدى قرى عزلة شبام بمديرية شبام التابعة لمحافظة حضرموت، بلغ تعداد سكانها 118 نسمة حسب تعداد اليمن لعام 2004.